# بالم بيكسي (موبايل)
بالم بيكسي (بالإنجليزية: Palm Pixi)‏ هو هاتف ذكي يعمل بنظام ويب أو إس، تم طرحه في الأسواق في 2009.

## الخصائص
- نظام التشغيل: ويب أو إس
- الكاميرا الخلفية: 2 ميجابكسل
- الشاشة: 320 × 400
- الوزن: 92.5 غ (3.26 أونصة)
- الذاكرة: 256 ميجابايت
- التخزين: 8 جيجابايت